# 乌瑟多姆
乌瑟多姆（德語：Usedom，發音：[ˈuːzədɔm] ⓘ）是德国梅克伦堡-前波美拉尼亚州前波美拉尼亚-格赖夫斯瓦尔德县的城市，位于同名的乌瑟多姆岛，面积38.98平方千米，2023年12月31日人口为1,723人。